# Station Montaudran
Station Montaudran is een spoorwegstation in de Franse gemeente Toulouse.